# František Mikolášek (pedagog)
František Mikolášek, (27. února 1860, Hrubý Jeseník – 11. srpna 1943, Neratovice) byl český pedagog, regionální historik a kartograf.

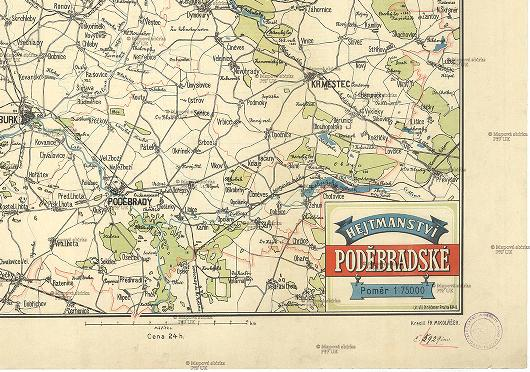
Mapa "Hejtmanství poděbradské", 1912, výřez

## Život
František Mikolášek se narodil v Hrubém Jeseníku (okres Nymburk, tehdejší název Jeseník) v rodině chalupníka Františka Mikoláška a jeho ženy Anny, rozené Saskové. Celý produktivní život byl pedagogem (učitelem a ředitelem školy).
Zájmy Františka Mikoláška přesahovaly běžnou pedagogickou činnost. Jeho nejvýznamnějším odkazem jsou publikace o historii Nymburku a okolí a mapy regionu, uvedené níže. Denní tisk ho též v roce 1892 zaznamenal jako vynálezce "listové tabule školní", která měla nahradit 5 obvyklých školních tabulí a prodávala se za 35 zlatých. V roce 1897 bylo zaznamenáno, že se zúčastnil pomologického kursu pro učitele.
Pod vlivem Jubilejní zemské výstavy v Praze v roce 1891 byla v roce 1894 uspořádána národopisná výstava též v Nymburce, následovaná účastí na Národopisné výstavě českoslovanské v Praze v roce 1895. František Mikolášek byl v Nymburku veřejně činný a byl jedním z jednatelů výstavního výboru. 
Trojtřídní měšťanská škola v Nymburce byla zřízena v roce 1888; František Mikolášek na ní byl učitelem minimálně od roku 1892 (první dohledaná zmínka v tisku) a jejím ředitelem se stal v roce 1913.
V roce 1919 vystoupil František Mikolášek z římskokatolické církve. Jeho syn se jmenoval ing. Jaroslav Mikolášek. 
František Mikolášek zemřel v Neratovicích, kde dožíval ve výslužbě. 

## Dílo

### Knižní publikace
- Jeseník, stručná historie a popis (nákladem vlastním, 1883, Mladá Boleslav)
- Staré paměti osad soudního okresu Nymburského (nákladem vlastním, tiskl Zmatlík a Strachota, 1901)[8]
- Královské město Nymburk v přítomnosti a minulosti, spoluautor s Františkem Kulhánkem (vydal Josef Strachota, Nymburk, 1910)

### Mapy
- Soudní okres nymburský (měřítko 1:62 000, příloha k publikaci Staré paměti osad soudního okresu Nymburského, 1912 vydáno samostatně)
- Hejtmanství poděbradské (měřítko 1:75 000,kreslil F. Mikolášek, nakladatel A. Fuks, Nymburk 1912)[9]

## Zajímavost
V roce 1901 podal František Mikolášek k České akademii císaře Františka Josefa pro vědy, slovesnost a umění žádost o podporu, aby "...Paměti osad na Nymbursku doplnil hlavně pamětmi starců." Podporu nejspíš neobdržel, protože ve vydání z roku 1901 uvádí: "Bylo by záhodno, aby k dochovaným nám pamětem písemným přidružily se paměti starců, by budoucí osadníci věděli o osadách svých více, než pověděti lze nyní." K dalšímu vydání takto doplněné knihy však nedošlo.